# Kövessy Albert
Kövessy Albert, 1903-ig Stern, Kövesi (Kótaj, 1860. október 6. – Budapest, Józsefváros, 1924. december 21.) magyar színházi rendező, színigazgató, színműíró.

## Életrajza
Stern Sámuel és Weisz Julianna gyermekeként született a Szabolcs megyei Kótajon. Iskoláit Nagyváradon végezte, majd 1877-ben a kolozsvári Színház tagja lett. Ezután a vidék nagyobb városaiban mint rendező, művészeti vezető és színész működött. 1898-ban az Óbudai Kisfaludy Színház igazgatója lett. 1900–05-ben Kecskeméten, 1905 és 1911 között Pécsett, 1911–12-ben Ungváron működött mint igazgató. 1912. október 9-től a csődbe ment Új Színpad helyén, az Építőmunkások Székházában Kövessy Színpad működtetett vállalkozást egy rövid ideig, majd 1912. december 3-án vonult nyugdíjba. 1916-ban a Beöthy-színházak dramaturgja volt, 1924-ben asztaltársaságot alapított a New York kávéházban Kövessy vár címen nyugdíjas színészek segítése céljából.
Számos bohózatot és operettszöveget írt és fordított is, többek között a Sulamith-ot, amely olyan sikeres volt, hogy egy ideig fellendítette a Kisfaludy Színházat is.
Felesége Kövessy Albertné Iványi Mariska (1862–1918) színésznő volt.

## Fontosabb szerepei
- Lambertuccio (Suppé: Boccaccio)
- Goldstein Számi (Kövessy A.)
- Róth bácsi (Földes I.: Hivatalnok urak)

## Főbb munkái

### Eredeti színművei
- Florinda kisasszony, operett 3 felvonásban, zenéjét szerezte: Barna Izsó. Bemutató: 1890. augusztus 2., Krisztinavárosi Színkör
- A diurnista, énekes fővárosi életkép 3 felvonásban. Bemutató: 1892. május 3., Krisztinavárosi Színkör
- A primadonna, énekes fővárosi életkép 3 felvonásban. Bemutató: 1893. június 30., Városligeti Színkör
- Goldstein Számi, vagy az uj honpolgár, énekes fővárosi életkép 3 felvonásban. Bemutató: 1894. augusztus 11., Krisztinavárosi Színkör; 1896. május 16. 100. előadás a Városligeti Színkörben
- A vigéczek, énekes fővárosi életkép 3 felvonásban. Bemutató: 1896. június 6., Városligeti Színkör
- A diplomás kisasszonyok, énekes fővárosi életkép 3 felvonásban. Bemutató: 1897. június 9., 25. Krisztinavárosi Színkör
- A talmi herczegnő, operett 3 felvonásban. Társszerző: Makai Emil. Zenéjét szerezte: Konti József. Bemutató: 1898. január, Népszínház
- Háromláb kapitány, énekes bohózat 3 felvonásban. Társszerző: Faragó Jenő. Bemutató: 1898. július 14., Városligeti Színkör
- A Singer-gyár, énekes fővárosi életkép 3 felvonásban. Bemutató: 1899. július, Krisztinavárosi Színkör
- A gólem (Népopera, 1917)

### Fordítások és színre alkalmazottak
- A hypnotizált anyós, bohózat 3 felvonásban. Bisson után franciából. Budapest, 1898. (Fővárosi színházak műsora 32. Először 1897-ben a városligeti színkörben.)
- Don Caesar, operett 3 felvonásban. Walter Oszkár után németből.
- A csavargó, operett 3 felvonásban. Zeller és West után németből (először Miskolcon 1887. február 6.)
- Kokó király, franciából, A kékfestő és ikertestvére, énekes bohózat 3 felvonásban, Nostroy után németből az óbudai viszonyokra alkalmazva.
- A mai cselédek, bohózat 4 felvonásban Berla A. után németből magyarosította.
- A minta férj, franciából.
- Tüzérek a gyakorlaton, bohózat 3 felvonásban. Delavigne és Bosu után franciából (a Városligeti színkörben 1894. április 8.)
- A szoknyahősök, bohózat 4 felvonásban. Goudillot után franciából magyar színre alkalmazta (a Kisfaludy Színházban 1898. december 8.)
- Asszonyok a kaszárnyában, bohózat 3 felvonásban, németből (Kisfaludy Színházban 1898. június)
- Szabadkőművesek, bohózat 3 felvonásban, németből magyarította (1899. jún. 3. a Kisfaludy Színházban)
- A budai varróleányok, énekes életkép 3 felvonásban. Berg O. f. után magyarosította (1897. a Kisfaludy Színházban, A nagyváradi varróleányok címmel Nagyváradon 1897.)
- Osztozkodás, színmű 4 felvonásban. Quignon Albert után franciából (1898. a Kisfaludy Színházban)
- A hölgyek kedvence, franciából
- Sulamith, Jeruzsálem leánya, keleti opera 5 felvonásban. Goldfaden Adolf után héberből fordította (1899, a Kisfaludy Színházban)

### Librettói
- Az új honpolgár (zene: Delin H., 1896)
- A vigécek (zene: Barna Izsó, 1897)
- Lipi (zene: Huber M., 1918)